# Serra de Orpinell
Serra de Orpinell är en bergstopp i Spanien.   Den ligger i provinsen Província de Barcelona och regionen Katalonien, i den östra delen av landet, 500 km öster om huvudstaden Madrid. Toppen på Serra de Orpinell är 725 meter över havet, eller 72 meter över den omgivande terrängen. Bredden vid basen är 2,0 km.
Terrängen runt Serra de Orpinell är huvudsakligen kuperad, men norrut är den platt. Runt Serra de Orpinell är det ganska tätbefolkat, med 62 invånare per kvadratkilometer. Närmaste större samhälle är Igualada, 7,6 km norr om Serra de Orpinell. 